# Apopestes indica
Apopestes indica là một loài bướm đêm trong họ Erebidae.